# Ruisseau Horsbere
 (janvier 2025).
Si vous disposez d'ouvrages ou d'articles de référence ou si vous connaissez des sites web de qualité traitant du thème abordé ici, merci de compléter l'article en donnant les références utiles à sa vérifiabilité et en les liant à la section « Notes et références ».
 (janvier 2025).
Le Ruisseau Horsbere est un affluent de la rivière Severn. Il commence à Great Witcombe et s'écoule en direction du nord-ouest vers Longford, son embouchure étant la Severn.
Une partie du ruisseau forme une section de la frontière entre les villages de Longford et de Longlevens. Le Horsbere est canalisé lorsqu'il passe sous les routes A40, A38, A417 et A46.

## Cours
Partant de Great Witcombe, le ruisseau s'écoule presque en ligne droite vers le nord-ouest, traversant le centre de Brockworth avant d'entrer dans Gloucester. À mesure que le ruisseau Horsbere se déplace vers le nord-ouest, il commence à interagir davantage avec les établissements humains et les infrastructures. Il traverse les zones de Hucclecote et Barnwood, où ses berges sont parfois renforcées pour s'adapter au développement urbain. À ce stade, le ruisseau traverse la zone de stockage des eaux de crue du ruisseau Horsbere.
Poursuivant son voyage vers l'ouest, Horsbere Brook entre dans Longlevens, une zone suburbaine de Gloucester. Ici, le ruisseau serpente doucement à travers des espaces ouverts, des parcs et des quartiers résidentiels, avec plusieurs passerelles et sentiers offrant un accès public. Le Horsbere Brook se jette finalement dans le canal Est de la rivière Severn. Dans cette zone de basse altitude, le ruisseau s'élargit légèrement et ralentit, transportant les sédiments et les nutriments vers sa destination finale. Le point exact où le Horsbere Brook se jette dans la Severn dépend des niveaux d'eau et de toute modification à petite échelle de l'hydrologie locale.

## Projet de lutte contre les inondations
En réponse aux inondations importantes de 2007, l' Agence de l'environnement a construit le projet d'atténuation des inondations de Horsbere Brook, achevé en 2011. Ce projet impliquait l'excavation de 120 000 mètres cubes de terre pour créer une grande zone de stockage des crues adjacente à la route A417 Barnwood Link.
Le projet est conçu pour protéger plus de 350 maisons à Elmbridge et Longlevens contre les inondations qui ont une chance sur 100 de se produire au cours d'une année donnée. Lorsque le débit du ruisseau Horsbere augmente, l'excès d'eau s'écoule dans la zone de stockage et est progressivement libéré dans le ruisseau lorsque le débit de la rivière diminue. Le site a une capacité de stockage totale de 170 000 mètres cubes.